# Tahya Misr (frégate)
Pour les autres navires du même nom, voir Normandie (navire).
Le Tahya Misr (numéro de coque FFG-1001) est la troisième frégate anti-sous-marines du programme FREMM construite aux chantiers DCNS de Lorient, et devait être admise au sein de la Marine nationale française et prendre le nom de Normandie. Elle est vendue en février 2015 à la marine égyptienne avant sa livraison à la Marine nationale française. Elle n'aura donc jamais navigué sous pavillon français. La frégate est alors renommée Tahya Misr (« vive l'Égypte »).

## Construction
Sa construction débute le 8 octobre 2009. Elle est mise à l'eau le 18 octobre 2012. Les essais en mer débutent en octobre 2013. La frégate est remise à la marine égyptienne le 23 juin 2015. Elle navigue pour la première fois sous pavillon égyptien le 24 juin 2015. Elle participe à la revue navale lors de l'inauguration du nouveau canal de Suez, le 6 août 2015.

## Caractéristiques

### Navigation
La frégate Tahya Misr est équipée de deux centrales de navigation inertielle SIGMA 40 créées par Sagem.

## Carrière opérationnelle
Fin mars 2019, la frégate Tahya Misr accompagne le PHA Gamal Abdel Nasser en France lors de l'exercice naval régulier Cleopatra réalisé avec un groupe de la marine française, constitué du PHA Mistral et de la FREMM Auvergne.